# Missió religiosa

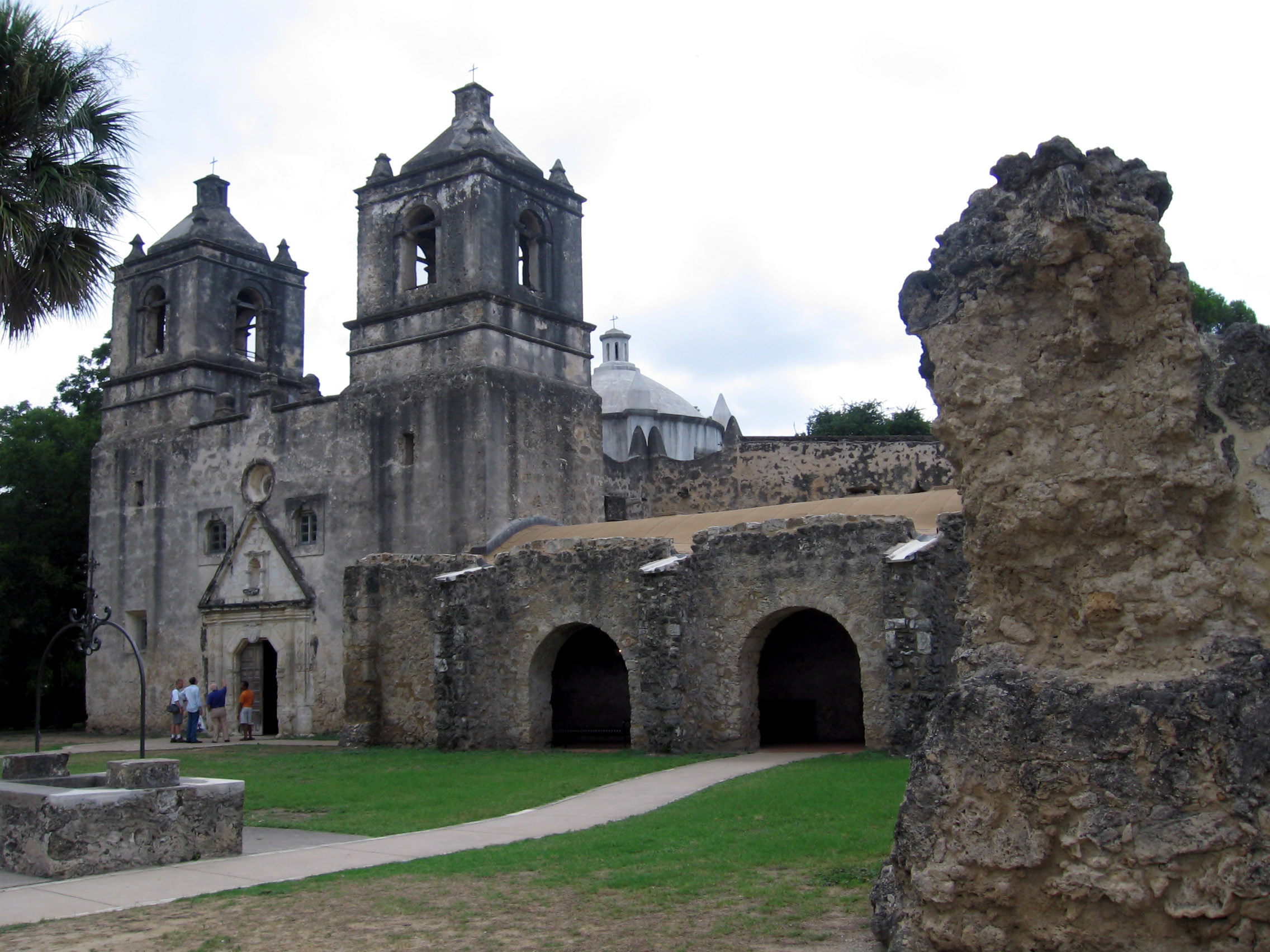
Antiga missió de Nuestra Señora de la Purísima Concepción de Acuña, a San Antonio (Texas)

Una missió és l'establiment d'un grup religiós per propagar la seva fe en territoris nous, sovint acompanyat d'una tasca social i d'expansió de la cultura d'origen dels missioners. El terme prové de l'evangelització portada a terme per religiosos cristians, tot i que es poden trobar paral·lelismes en altres religions, perquè el proselitisme figura entre les tasques de molts tipus de creients.
La història de les missions cristianes es pot dividir en quatre períodes fonamentals:
- del segle v al segle XV
- dels segles xvi i xvii
- fins al xviii
- del segle xix en endavant

La polèmica ha acompanyat les missions des de l'inici, per acusacions de colonialisme i explotació dels indígenes.